# 毛利勝家
毛利 勝家（もうり かついえ、1601年（慶長5年） - 1615年6月4日（慶長20年5月8日））は、江戸時代初期の武将。通称は式部。
父は毛利勝永で、母は土佐山内氏の家臣の娘といわれる。関ヶ原の戦いに敗れ改易された父・祖父の配流先の土佐国で生まれたと思われる。慶長19年（1614年）に豊臣秀頼に招かれた父・勝永に従い大坂城に入城した。大坂冬の陣・大坂夏の陣ともに父に従軍、天王寺・岡山の戦いでは敵の首級を挙げるなど、奮戦した。勝永が惜しきものよと口走るほどであった。大坂城落城時に父とともに自刃した。享年15。